# Macarorchestia martini
Macarorchestia martini Stock, 1989 é uma pulga-do-mar troglóbia, pertencente à família Talitridae. A espécie é endémica nos Açores, onde é apenas conhecida na Gruta das Agulhas, na ilha Terceira.